# Epguides
Epguides är en webbplats dedicerad till engelska språkradio och tv-program. Skapades 1995 som The Episode Guides Page. Det erbjöd ursprungligen fan-sammanställda episodguider för hundratals USA och Storbritannien tv-program. År 1999 ändrades webbplatsens namn till epguides och flyttades till ett separat domännamn.